# نظام الإرسال

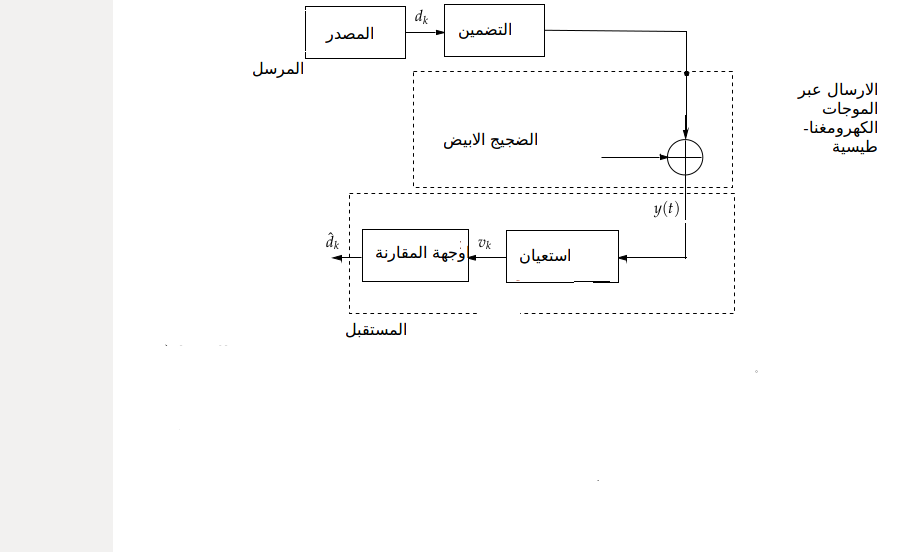
صورة 1: نظام الإرسال بدون المرشح

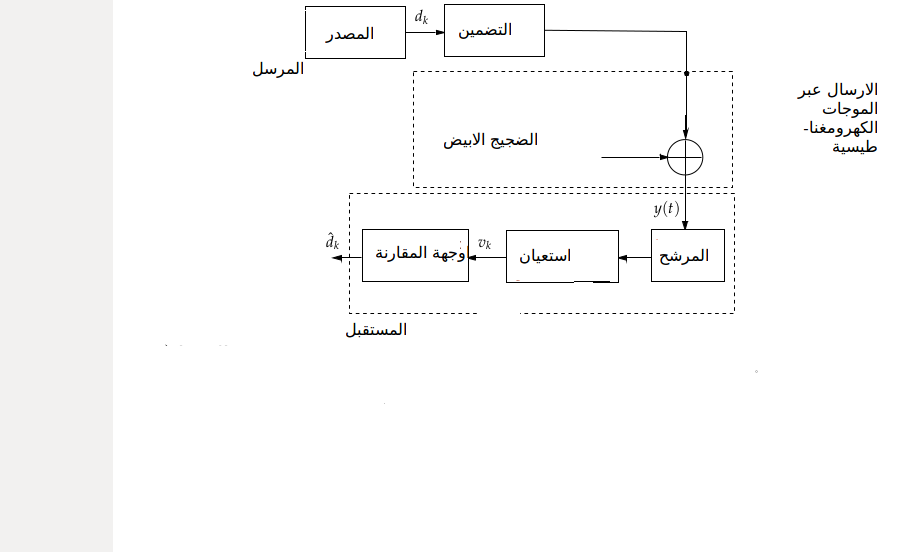
صورة 2: نظام الإرسال مع المرشح

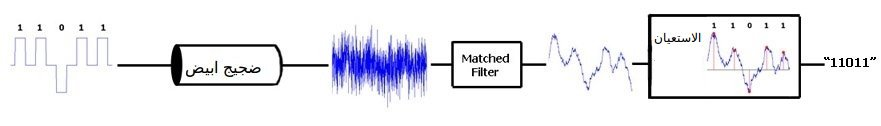
(صورة 3: المرشح المضبوط)

نظام الإرسال هو عبارة عن نظام رياضي يبين عملية إرسال أو تحويل (معالجة) الإشارات. لنظام الإرسال مدخل (input signal) ومخرج (output signal).
الطريقة التي يتم فيها تحويل الإشارة أو الكيفية التي تربط إشارة المدخل بإشارة المخرج تُعرف بدالة التحويل (transfer function).

أسهل نظام إرسال هو الموضح في الصورة رقم 1. المصدر ينتج كود من ارقام 1 و 0 (إشارة رقمية) وتتم عملية التضمين لكي يتم معرفة الكود في المستقبِل.
وتوجد أنواع من التضمين هي تضمين السعة أو التردد أو الطور. ولكي يتم إرسال أي بيانات من مكان إلى مكان آخر فلا بد أن يتم تحويلها إلى موجات كهرومغناطيسية (إشارة متصلة).

تتعرض الموجات الكهرومغناطيسية إلى تشويش ويتم تسمية هذا التشويش التشويش الغاوسي (نسبة للعالِم غاوس) (white noise or gaussian noise).
عند استقبال الإشارة يقوم المستقبل بعملية الاستعيان، أي تحويل الإشارة المتصلة إلى فترات زمنية متقطعة (رقمية: 0,1) واستخدام مقارن لمعرفة قيمة الإشارة المرسلة لانها قد انحرفت بسبب التشويش الذي حصل خلال ارسالها عبر الموجات الكهرومغناطيسية من الضجيج الغاوسي وعوامل أخرى مثل الانعكاسات والتداخلات (interferences).

## مثال بسيط
يتم إرسال إشارة رقمية من 1 و0 وعند استخدام التضمين الترددي (BPSK)
يتم تحويل الإشارة الرقمية من 0 إلى 1- ومن 1 إلى 1.
ويتم بعدها إرسالها بالموجات الكهرومغناطيسية وفي المستقبل تتم تقطيع الإشارة المتصلة
وبعدها تتم المقارنة برقم 0. إذا كان مقدار الإشارة أكبر من 0 تتم المعاملة معها على أساس أنها 1 وإذا كانت أصغر من 0 تتم المعاملة معها على أساس -1.
بعدها يتم إعادة تكوين التضمين للحصول على الإشارة الرقمية التي أرسلت.
عملية المقارنة تتم فقط عندما يكون التشويش قليل (BER: Bit Error Rate) لأن معدل خطأ الإشارة
يكون مناسب، وإذا ما كان التشويش كبيرا يتم استخدام مرشح (مستكشف) في المستقبل.

## أنواع المرشحات
توجد أنواع مختلفة من المرشحات، تستخدم لتقليل التشويش وإعادة تركيب الموجات المرسلة الصحيحة بمقارنة القيم الرقمية (digital values) في المستقبل. بعض أنواعها:
- المرشح المضبوط (Matched Filter)
- مرشح بمبدأ المربعات دنيا (Least squares)
- مرشح بمدأ الجذر التربيعي الدنيوي للخطأ (Minimum Mean Square Error)

## المرشح المضبوط (Matched Filter)
دائما تحصل المشاكل بسبب ان الإشارة المستقبلة مشوشة جدا بسبب الضجيج الأبيض أو بسبب تشويش من إشارة أخرى لهذا يصعب عملية معرفة الإشارة المرسلة فقط عن طريقة المقارنة في المستقبل
لهذا السبب يتم استخدام المرشح المضبوط لكي يقوم بتقليل الخطأ الحاصل فبل المقارنة والإستعيان كما هو موضح في الصورة رقم 2. من مميزاته انه يقوم باستعادة الإشارة المرسلة المشوشة جدا بأقل أخطاء بالمقارنة من غير مرشح (مستكشف)، أي أن إشارة الخطأ تكون اقل.